# Кієрія серповидна
{{#ifeq:0|0|{{#if:Kiaeria falcata|{{#if:|[[]}}|[[]]}}}}
Кієрія серповидна (Kiaeria falcata) — вид мохів порядку дикранальних (Dicranales).

## Поширення
Батьківщиною є Європа, Північна Америка, Азія.
Населяє кислу породу чи піщаний ґрунт; альпійські височини.

## Характеристика
Рослини зелені, тьмяні, у щільних пучках. Стебла 1–2(4) см. Листки переважно серпувато-другі, ланцетні, поступово шилуваті, 2–3(4) мм, краї дистально 1-шаруваті. Коробочка в сухому стані неребриста, урноподібна, 0.8–1.2 мм. Спори 12–19 мкм.